# Руис Эрреро, Карлос
Карлос Руис Эрреро (исп. Carlos Ruiz Herrero; род. 7 июня 1948, Бильбао, Страна Басков) — испанский футболист, нападающий.

## Карьера

### Клубная карьера
Во взрослом футболе дебютировал в 1968 году в клубе «Депортиво Гечо», где отыграл один сезон, а затем перешёл в «Бильбао Атлетик». Всего в составе клуба принял участие в 25 матчах.
12 сентября 1970 года он сыграл свой первый матч за «Атлетик Бильбао», выйдя на поле на последних минутах домашней ничьей против «Барселоны». Он помог команде выйти в финал Кубка Испании в 1973 и 1977 годах. В сезоне 1972/73 команда смогла завоевать трофей.
В сезоне 1974/75 Карлос забил 19 голов в 32 матчах, выиграв Трофей Пичичи. 18 мая 1977 года команда дома обыграла «Ювентус» со счетом 2:1 в финале Кубка УЕФА, но итальянцы выиграли трофей по правилу выездного гола.
В 1981 году Карлос перешёл в клуб «Эспаньол», где и завершил карьеру футболиста один сезон спустя.

### Карьера в молодёжной сборной
В 1977 году Карлос провёл свой единственный матч за национальную сборную Испании до 21 года против молодёжной сборной Югославии на стадионе Мануэль Мартинес Валеро в Эльче.

## Достижения
«Атлетик Бильбао»
- Обладатель Кубка Испании: 1972/73[6]

## Личная жизнь
Руис Эрреро изучал медицину в Университете Бильбао и после завершения игровой карьеры стал врачом, специализирующимся на лечении спортсменов.
В 2011 году он был частью команды Фернандо Гарсии Макуа, добивавшегося переизбрания на пост президента клуба «Атлетик Бильбао».